# Skotskt björnbär
Skotskt björnbär (Rubus fissus) är en rosväxtart som beskrevs av John Lindley. Enligt Catalogue of Life ingår Skotskt björnbär i släktet rubusar och familjen rosväxter, men enligt Dyntaxa är tillhörigheten istället släktet rubusar och familjen rosväxter. Arten har ej påträffats i Sverige. Inga underarter finns listade i Catalogue of Life.